# حسنلی (ماساللی)
حسنلی (به ترکی آذربایجانی: Həsənli) یک منطقه مسکونی در جمهوری آذربایجان است که در شهرستان ماسال‌لی واقع شده است. حسنلی ۲۷۳۱ نفر جمعیت دارد.